# Операція «Маргарет I»

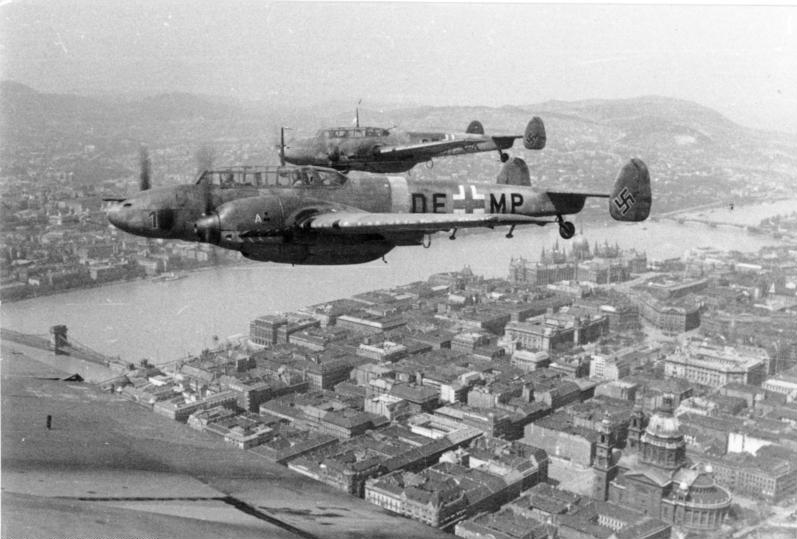
Німецькі літаки Bf 110 летять над Будапештом, січень 1944.

Операція «Маргарет І» (нім. Unternehmen Margarethe I) — окупація Угорщини німецькими військами під час Другої світової війни за наказом Гітлера від 12 березня 1944 року. План окупації Румунії також був розроблений під назвою Операція «Маргарет II», але він так і не був здійснений.